# Wipfratal
Wipfratal é uma vila e antigo município da Alemanha localizado no distrito de Ilm-Kreis, estado da Turíngia. Desde 1 de janeiro de 2019, forma parte do município de Arnstadt.
A cidade de Arnstadt é a Erfüllende Gemeinde (português: municipalidade representante ou executante) de Wipfratal.